# شهرستان کلر
شهرستان کلر (به انگلیسی: County Clare) یک شهرستان در ایرلند است که در مونستر واقع شده‌است.

## خصوصیات
شهرستان کلر ۳٬۴۵۰ کیلومترمربع مساحت و ۱۱۷٬۱۹۶ نفر جمعیت دارد.